# Patrick Kluivert
Patrick Stephan Kluivert (Amsterdam, 1 juli 1976) is een voormalig Nederlands voetballer en huidig bondscoach van het Indonesisch voetbalelftal.
Kluivert speelde als centrumspits, maar werd ook soms als middenvelder of schaduwspits ingezet. Zijn grootste successen kende hij bij Ajax en FC Barcelona. Bij eerstgenoemde club won hij de meeste prijzen. Hij won hier onder meer de Champions League van 1994/95, waarbij hij in de finale zelf de winnende treffer maakte. Na zijn vertrek bij Barcelona kwam hij voor diverse clubs uit, maar haalde hij mede door blessures nooit meer zijn oude niveau. Kluivert kwam 79 keer uit voor het Nederlands elftal en speelde op vier eindtoernooien. Voor het Nederlands elftal maakte Kluivert veertig doelpunten; daarmee was hij tien jaar topscorer aller tijden van Oranje.

## Clubcarrière

### Jeugd
Kluivert werd geboren in Amsterdam. Zijn vader Kenneth Kluivert kwam uit Suriname en was een voormalig profvoetballer, en zijn moeder werd geboren op Curaçao. Hij leerde voetballen op straat. Vrijwel al zijn vrije tijd bracht hij door op het rode pleintje aan de Naardermeerstraat in Amsterdam-Noord, waar hij speelde met onder anderen Edgar Davids. Daarnaast speelde hij twee jaar bij de plaatselijke voetbalclub Schellingwoude. Hier viel hij al snel op door zijn vele doelpunten. Op zevenjarige leeftijd werd hij daarom door Tonny Bruins Slot naar de Ajax jeugdopleiding gehaald. Hier stoomde hij vrij eenvoudig doorheen. Door de jaren heen werd hij op alle denkbare posities ingezet, zelfs in het centrum van de verdediging. Hierdoor groeide hij uit tot een allround aanvaller, met een breder scala aan mogelijkheden dan alleen doelpunten maken. Volgens het TIPS-systeem (Techniek, Inzicht, Persoonlijkheid, Snelheid) van de opleiding scoorde hij uitstekende cijfers op het gebied van techniek, inzicht en snelheid. Het enige onderdeel waar vraagtekens bij werden geplaatst, was de P van persoonlijkheid: men vond het Amsterdamse natuurtalent vaak te impulsief en ondoordacht. Zo liep hij bijvoorbeeld vaak onnodige kaarten op. Tijdens zijn opleiding kwam Kluivert ook voor verscheidene jeugdelftallen van Oranje uit, te weten Oranje onder-15, onder-16 en onder-17.
Nadat Ajax naast het Braziliaanse talent Ronaldo greep (die destijds voor 10,8 miljoen gulden van Cruzeiro EC naar concurrent PSV ging), besloot coach Louis van Gaal Kluivert naar het eerste elftal te halen. De spits kwam terecht in een team met talenten als Clarence Seedorf, Marc Overmars, Edgar Davids, Edwin van der Sar, Jari Litmanen en de gebroeders De Boer en ervaren krachten als aanvoerder Danny Blind en de teruggekeerde Frank Rijkaard. In deze jonge ploeg moest Kluivert de opvolger van de naar Zweden teruggekeerde Stefan Pettersson worden.

### AFC Ajax
Kluivert debuteerde als basisspeler op 21 augustus 1994 in de wedstrijd om de Nederlandse Super Cup tegen Feyenoord. Hij scoorde onmiddellijk tijdens zijn debuut. Hij tekende de 3-0 aan, wat uiteindelijk ook de einduitslag bleek te zijn. Het betekende de eerste prijs uit zijn loopbaan. In het seizoen 94/95 moest hij concurreren met Kanu en Ronald de Boer voor een plek in de spits, ook moest hij regelmatig achter de spits plaatsnemen. Kluivert speelde 25 competitiewedstrijden, waarin hij 18 maal scoorde. Hiermee werd hij clubtopscorer van Ajax. In de Eredivisie moest hij alleen Ronaldo voor laten gaan, die 12 doelpunten meer wist te maken. Kluivert veroverde met Ajax wel de landstitel zonder één wedstrijd te verliezen. In de Amstel Cup speelde en scoorde Kluivert alleen voor Ajax 2, waarmee hij evenals het eerste van Ajax tot de kwartfinale reikte. Het absolute hoogtepunt van het seizoen was zijn rol in de Champions League-finale tegen titelverdediger AC Milan. In de eindstrijd in Wenen verving Kluivert Litmanen in de 69e minuut. Vijf minuten voor tijd zette Rijkaard een één-twee in op Kluivert, die wegdraaide van zijn bewaker, de ontstane ruimte indook en de bal langs keeper Sebastiano Rossi punterde, waarmee hij Ajax de Europa cup 1 bezorgde.
In het seizoen 95/96 werd Kluivert uitgeroepen tot 'Nederlands Talent van het Jaar' en 'Europees voetballer van het jaar onder 21' van 1995, waarmee zijn debuutseizoen werd bekroond. Ajax legde opnieuw beslag op de Nederlandse Super Cup, door wederom bekerwinnaar Feyenoord te verslaan. Na 90 minuten stond het nog 1-1, in de verlenging schoot Kluivert de Golden Goal binnen vanaf de stip. Ook de Europese Super Cup werd behaald door winst op Europacup II-winnaar Real Zaragoza. Kluivert scoorde de gelijkmaker in de uitwedstrijd, thuis maakte Ajax het met een 4-0 zege af. Ten slotte won Ajax ook de Wereldbeker voor Clubteams door de winnaar van de Copa Libertadores, het Braziliaanse Gremio, na een strafschoppenreeks te verslaan, ondanks een misser van Kluivert. De landstitel werd geprolongeerd, waarbij Kluivert een bijdrage van 15 treffers en 7 assists leverde. In het Champions League-toernooi maakte hij vijf doelpunten. Een memorabele wedstrijd werd gespeeld tegen Real Madrid, waarin ook Kluivert scoorde. Ondanks de einduitslag van 'slechts' 0-2, was dit volgens velen het hoogtepunt van deze gouden generatie. Het optreden leverde de Ajacieden een staande ovatie op van het Madrileense publiek. Ajax reikte uiteindelijk opnieuw tot de finale, maar verloor ditmaal van Juventus na het nemen van strafschoppen.
Zijn derde seizoen bij Ajax was aanmerkelijk minder succesvol. Een in 1995 veroorzaakt dodelijk verkeersongeluk en een verkrachtingszaak maakten het seizoen 96/97 op persoonlijk vlak moeilijk voor Kluivert. Ook sportief ging het niet voor de wind. Kluivert speelde zeventien competitiewedstrijden. Het kwam hem op commentaar van zijn oudere teamgenoten te staan, alsmede fluitconcerten van het eigen publiek. Ook de rest van de ploeg deelde in de malaise. Kluivert scoorde zes goals in de Eredivisie, waarmee hij alsnog gedeeld topscorer van Ajax werd. In de Champions League stond Kluivert vier keer op het veld, maar was wel twee keer doorslaggevend. In de beslissende groepswedstrijd tegen Grasshoppers Zürich maakte hij het enige doelpunt, waarmee hij Ajax een plek in de kwartfinale bezorgde. Ook hier was hij van cruciaal belang, door de gelijkmaker tegen Atlético Madrid in de heenwedstrijd aan te tekenen: na een kaats met Jari Litmanen maakte hij zijn laatste doelpunt in dienst van Ajax, waarmee hij de wedstrijd op een 1-1-eindstand bracht. In de halve finale werd Ajax afgestopt door wederom Juventus. Kluivert was er toen niet meer bij: in april onderging hij noodgedwongen een knieoperatie, waardoor hij de slotfase van het seizoen vanaf de tribune moest toekijken. De uitschakeling betekende, samen met de vierde plaats in de Eredivisie, de verloren strijd om de nationale beker en de verloren Super Cup een seizoen zonder eremetaal. Kluivert had veel krediet verloren in Amsterdam, maar nog meer bij de rest van Nederland. De spits werd geconfronteerd met fluitconcerten en kwetsende spreekkoren door de aanhang van andere clubs. Ook de media maakten gebruik van de controverse rondom hem, waardoor de stemming omtrent Kluivert in één jaar volledig was omgeslagen. Kluivert wilde niet verder in Nederland en vertrok naar het buitenland. Hij kreeg wel een afscheidshuldiging van Ajax, waarbij hij aangaf ooit nog eens terug te willen keren.

### AC Milan
Kluivert vervolgde zijn carrière bij het Italiaanse AC Milan. Hier werd hij herenigd met Edgar Davids en Michael Reiziger, die Ajax een seizoen eerder verlieten. Ook Winston Bogarde vertrok naar de rood-zwarten. Naast de aanwezigheid van enkele bekende gezichten was er nog een reden voor Kluiverts keuze. Zijn jeugdidolen Marco van Basten en Frank Rijkaard kenden hun grootste successen bij de Italiaanse grootmacht, en Kluivert wilde graag in de voetsporen van zijn landgenoten treden. In de Serie A werd het echter alleen maar erger voor de 21-jarige spits. Hij had een veelbelovende start; in de strijd om de Trofeo Berlusconi vond hij het net tegen concurrent Juventus. In de competitie was de Amsterdammer minder succesvol. In een zwaar jaar voor de Milanezen, die uiteindelijk op de tiende plaats eindigden, kon Kluivert zijn status niet waarmaken. De kritische aanhang wilde veel doelpunten zien. Toen die uitbleven, kreeg de aanvaller het zwaar te verduren van het publiek. Hij werd vrijwel iedere wedstrijd uitgefloten en kreeg bijnamen als Il Bergkamp nero (de zwarte Bergkamp, refererend aan diens mindere periode bij stadsgenoot Internazionale). Ook trainer Fabio Capello toonde weinig vertrouwen. De oefenmeester liet hem al snel op de bank plaatsnemen, en trok halverwege het seizoen Maurizio Ganz aan om de aanval te versterken. Uiteindelijk vond Kluivert zes maal het net in de competitie. Alleen George Weah wist vaker te scoren voor AC Milan in dat seizoen. In het bekertoernooi had Kluivert met drie goals een aandeel in het bereiken van de finale. In de eindstrijd werd hij echter niet opgesteld. Vanaf de reservebank zag hij hoe SS Lazio de Coppa Italia veroverde.
Na het WK in Frankrijk stonden de zaken er weer anders voor. Milan had Capello ontslagen. Zaccheroni verving hem. In de voorbereiding op het nieuwe seizoen leek Kluivert een tweede kans te krijgen, ondanks de nieuwe topaankoop Oliver Bierhoff. Ook wilden diverse grote clubs, waaronder Manchester United en Arsenal, hem contracteren. Toch leek Kluivert het volgende seizoen gewoon bij AC Milan te beginnen, maar op de laatste dag van de transferperiode nam Louis van Gaal persoonlijk het vliegtuig naar Milaan om Kluivert naar Barcelona te halen. De Milanezen ontvingen omgerekend 15 miljoen euro voor de spits.

### FC Barcelona
Na zijn hereniging met oefenmeester Van Gaal ging het aanvankelijk stroef in Spanje, maar toch speelde hij zichzelf in de basis van de regerend landskampioen. Dit ging ten koste van Sonny Anderson. Kluivert bleek met zijn techniek, fysieke kracht en teamspel complementair aan de Braziliaan Rivaldo, samen zouden ze jaren een succesvol aanvalskoppel vormen.
In zijn eerste seizoen maakte Kluivert vijftien doelpunten en leverde zestien assists. Hiermee was hij een belangrijke schakel in de productieve FC Barcelona-aanval, die uiteindelijk 87 maal het net vond in de Primera División. Kluivert groeide uit tot een van de publieksfavorieten. Uiteindelijk won Barcelona met elf punten voorsprong de Spaanse landstitel. In de Champions League kwam Kluivert niet in actie, omdat hij niet meer kon worden ingeschreven na zijn lastminutetransfer.
In het seizoen 1999/00, een jubileumjaar voor FC Barcelona aangezien de club honderd jaar bestond, kreeg Kluivert het rugnummer 9 toegewezen, waarmee zijn status als eerste spits werd bevestigd. Het seizoen begon met de strijd om de Supercopa de España tegen bekerwinnaar Valencia CF. Kluivert scoorde twee keer, maar het was niet genoeg voor de winst. Hij trof vijftien keer doel in de competitie, en leverde daarnaast nog twaalf assists. Hier had hij wel negen duels minder voor nodig dan in het voorgaande jaar, die hij deels miste door twee rode kaarten die hij gedurende het seizoen ontving. Ook keerde hij na twee jaar afwezigheid terug in de Champions League, waar hij zich met zeven doelpunten liet gelden. Tegen FC Porto legde hij een lange bal vanuit de verdediging met rechts dood en lobde die vervolgens met binnenkant links achter zijn standbeen over de keeper. Barça reikte uiteindelijk tot de halve finale, onder meer via een 5-1 zege op Chelsea FC. Dit bleek het eindpunt voor de FC Barcelona, dat door de tweede plaats in de competitie met lege handen achterbleef. Van Gaal en voorzitter Josep Lluís Núñez vertrokken. Onder leiding van de nieuwe voorzitter Joan Gaspart ging het hard bergafwaarts met de club, zowel op sportief als financieel gebied.

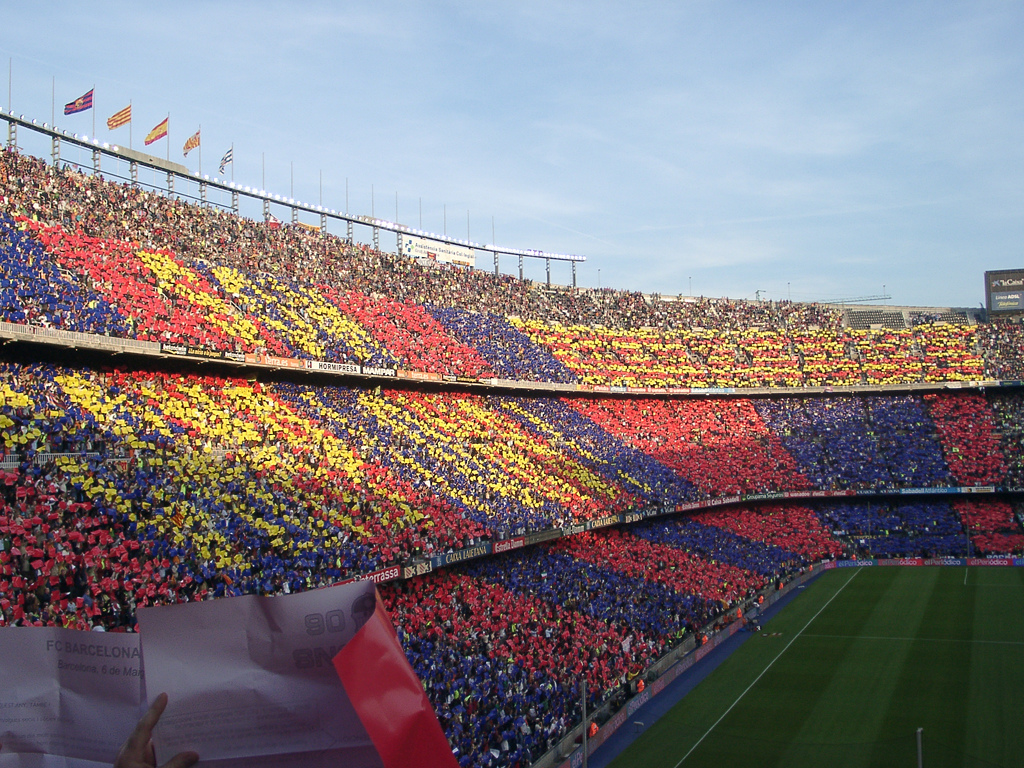
Camp Nou, waar Kluivert van 1998 tot 2004 speelde

In zijn derde seizoen kwam Kluivert in totaal tot 25 goals, achttien in de competitie, twee in de Copa del Rey en vijf in Europa. Het was de hoogste doelpuntenproductie uit zijn loopbaan. Onder leiding van nieuwe trainer Llorenç Serra Ferrer werd een defensiever spelsysteem ingevoerd, waarbij Kluivert vaak als enige spits voorin stond. Met het vertrek van Luís Figo was tevens een van de meest effectieve aangevers verdwenen. Ook stelde aanvalskompaan Rivaldo zich hierdoor meer dan ooit boven het teambelang en had vaak nauwelijks oog voor Kluivert en andere medespelers. De competitie werd als vierde afgesloten, ondanks een aantal beslissende goals van Kluivert. De club werd in een Champions League-poule met Leeds United, Beşiktaş JK en AC Milan uitgeschakeld, waarna men instroomde in het UEFA Cup-toernooi. Hier wist Barça, mede dankzij twee doelpunten van Kluivert, Celta de Vigo te verslaan, waardoor ze de halve finale bereikten. In de return ging Kluivert in de fout. Hij maakte hands in de wedstrijd tegen Liverpool FC. Uit de daaropvolgende penalty werd de winnende gescoord. Dit bleek geen reden voor Barça om met haar spits te breken. Na moeizame onderhandelingen en aanhoudende geruchten over een vertrek uit Camp Nou, verlengde Kluivert zijn contract in juli 2001. De nieuwe overeenkomst zou hem tot medio 2006 in Catalonië houden.
Voor Kluivert persoonlijk was 2001/02 een productief seizoen, met achttien competitietreffers en zeven goals in Europa. Alleen Diego Tristán bleef hem voor op de Spaanse topschutterslijst voor de Trofeo Pichichi . Over het kalenderjaar 2002 was hij topscorer van Spanje. In dit jaar is Kluivert door het blad France Football verkozen tot beste Spits op de Europese velden. Zijn doeltreffendheid was met het oog op de concurrentie geen overbodige luxe. Barcelona had met Javier Saviola een miljoenenaankoop gedaan, die koste wat het kost zou spelen. Vanwege blessures en vormverlies van Rivaldo zou Kluivert voortaan veelal een aanvalskoppel met de kleine Argentijn vormen, waar de Braziliaan uit beeld verdween en uiteindelijk vertrok. Kluivert en Saviola bleken echter ook een succesvol duo. Trainer Carles Rexach posteerde Kluivert vaak als spelmaker achter Saviola. Samen scoorden ze meer dan vijftig goals in hun eerste seizoen. Tegen CD Tenerife schoot Kluivert viermaal raak, en doorbrak daarmee de barrière van honderd competitiedoelpunten. De club wist geen gelijke tred te houden met het succes van haar topschutter. FC Barcelona eindigde wederom als vierde van Spanje. Ook in de Champions League dreigde het mis te gaan, toen Wisła Kraków in de voorronde bijna ten koste van FC Barcelona naar het hoofdtoernooi leek te gaan. Uiteindelijk wonnen de Blaugranas de eerste groepsfase. Ook de tweede groepsfase werd winnend afgesloten, waarbij Kluivert onder andere bijdroeg aan de eindstand met zijn late gelijkmaker tegen AS Roma. De kwartfinale werd daarna ook gewonnen, maar aartsrivaal Real Madrid schakelde FC Barcelona uiteindelijk uit.
De Catalaanse crisis zette zich voort in het volgende seizoen, met de teruggekeerde Van Gaal aan het roer. In de Champions League (vijf goals Kluivert) begon men goed, door zonder puntverlies door de poule te stomen. Ook de tweede poule werd doorlopen. In de kwartfinale bleek Juventus de betere. De competitie verliep minder. Kluivert scoorde zestien goals, maar de zesde plaats was een dieptepunt, met als gevolg dat de teruggekeerde Van Gaal weer werd ontslagen. Tijdens de uitwedstrijd tegen Real Mallorca beantwoordde Kluivert de aanhoudende racistische geluiden van de met twee Black Power gebaren en drie doelpunten. Bij de tweede treffer plukte hij de bal na een zelf opgezette combinatie met zijn linkervoet uit de lucht, met een hakje liet hij vervolgens de bal via de grond over keeper Leonardo Franco stuiteren. Tegen Real Sociedad nam Kluivert de bal op een kleine 25 meter van het doel aan met de borst, de rug naar de goal gekeerd. Hij schoot vervolgens uit de draai met links op doel. Via de paal en de schouder van Sander Westerveld belandde de bal in het doel.
Het seizoen 03/04 had een onprettige wending voor de aanvaller. Na het bewind van Gaspart moesten de enorme schulden worden weggewerkt en het elftal weer op de rails worden gezet door een nieuw bestuur. Frank Rijkaard werd aangewezen als nieuwe trainer, maar de spits kon zich niet bewijzen tegenover zijn voormalig ploeggenoot, die hem vooral als schaduwspits inzette. Hij scoorde acht competitietreffers (elf basisplaatsen en tien invalbeurten) en twee UEFA-Cup treffers in drie duels. Bovendien liep hij een zware knieblessure op, na een harde overtreding van Gabriel Milito. Het leverde een permanente kraakbeenbeschadiging en een maandenlange revalidatie op. Juist in deze herstelperiode begon FC Barcelona beter te draaien. Na zijn terugkeer wist hij zich niet terug te vechten in de basis, al scoorde hij als invaller nog wel de gelijkmaker tegen Real Madrid. Het publiek keerde zich tegen Kluivert en wilde hem samen met de rest van de Nederlanders zien vertrekken. Door hem uit te fluiten en spandoeken tegen hem te richten, lieten ze weten de aanwezigheid van de voormalig publiekslieveling niet meer op prijs te stellen. Ook het nieuwe bestuur wilde hem weg hebben; met zijn salaris van zes miljoen euro drukte hij zwaar op de begroting. De Nederlander accepteerde op aanvraag van het bestuur een salarishalvering, toch werd hij uiteindelijk op de transferlijst gezet. De selectie werd grondig gerenoveerd en vele spelers, onder wie Kluivert, moesten vertrekken. Middels een clausule was zijn transfersom al sterk gelimiteerd tot 1,8 miljoen, mede daardoor besloot FC Barcelona geen transfersom te vragen. 

### Newcastle United
Kluivert kwam transfervrij over naar Newcastle United. Hoewel het voorzitter Shepherd was die de spits aantrok, had trainer Bobby Robson veel vertrouwen in de Nederlander. Hij zag in Kluivert op termijn een waardige opvolger van clublegende Alan Shearer. Robson werd echter al na enkele wedstrijden ontslagen en diens opvolger Graeme Souness was duidelijk minder gecharmeerd van de aanvaller. De Schot liet Kluivert regelmatig op de bank plaatsnemen of haalde hem ruim voor het laatste fluitsignaal van het veld. In combinatie met de verschillende blessures die Kluivert opliep in Engeland, werd het een volkomen mislukt avontuur. In de Britse krant The Guardian werd "Nightclub Patrick" door de lezers verkozen in de top drie slechtste voetballers van het seizoen.
In de bekertoernooien deed hij het beter dan in de competitie. In de FA Cup scoorde hij de winnende goals tegen Chelsea FC en Tottenham, waarmee hij de club naar de halve finale loodste. In het UEFA Cup toernooi maakte hij er vijf, Newcastle reikte tot de kwartfinale. In Engeland eindigde de club op de veertiende plaats. Zowel Kluivert als Newcastle bleken niet de intentie te hebben hun samenwerking nog verder voort te zetten, waardoor het bij een eenjarig dienstverband bleef. Volgens de Britse media zijn de nachtclubeigenaren de enigen die Kluivert zullen missen.

### Valencia CF
Na twee medische keuringen volgde een terugkeer naar Spanje. Valencia CF haalde de voormalig topschutter van Barcelona terug naar de Primera División. Hier scoorde hij in de Intertoto Cup tegen AA Gent door langs vier man te dribbelen, alvorens met buitenkant rechts af te ronden. Roda JC-trainer Huub Stevens beval hem aan bij bondscoach Van Basten, nadat hij Kluivert in actie had gezien tegen zijn club in de halve finale. Maar Hamburger SV ging er met het Europese ticket vandoor en al vroeg in het seizoen verviel Kluivert weer in een vicieuze cirkel van revalidaties en blessures. Aankoop David Villa had al snel een vaste basisplaats in de spits veroverd, Mista was normaliter zijn vervanger. Wanneer Kluivert fit was, moest hij het daarom doen met korte invalbeurten. Over het hele seizoen speelde hij een kleine 200 minuten, verdeeld over tien wedstrijden. Hiervan begon hij slechts één keer in de basis.
Halverwege het seizoen meldde Hamburger SV zich voor de midvoor, maar Valencia wees het bod af. Ook Ajax informeerde naar Kluivert, voor het geval de transfer van Huntelaar geen doorgang zou vinden.
Eénmaal wist Kluivert van doorslaggevend belang te zijn, tegen Real Zaragoza pakte hij met een goal en een assist een punt voor Valencia. Niet lang daarna volgde echter alweer een operatie aan zijn rechterknie. Zijn gebrek aan speeltijd zorgde voor een slechte verstandhouding met trainer Flores, die hem in de voorbereiding op het nieuwe seizoen buiten de selectie zette. Zijn rugnummer was al vergeven aan nieuwe aankoop Fernando Morientes. Hierdoor moest Kluivert de gehele zomer voor zichzelf trainen. Hoewel hij nog een contract had tot medio 2008, kwam hij niet meer voor in de plannen van Flores en mocht wederom transfervrij vertrekken. Lange tijd leek hij alsnog naar HSV te verkassen, uiteindelijk ketste de transfer op medische gronden af.

### PSV
PSV zocht op korte termijn een opvolger voor Vennegoor of Hesselink die eind augustus 2006 naar Celtic vertrok. Vlak voor de transferdeadline legde PSV de oud-Ajacied voor een jaar vast. Het was een overgang die vanwege zijn verleden voor de nodige controverse zorgde. Zijn debuut liet op zich wachten. Aangezien hij door het missen van een seizoensvoorbereiding niet fit bij PSV aankwam, kostte het tijd om wedstrijdfit te geraken. Uiteindelijk speelde hij zijn eerste wedstrijd tegen Feyenoord, een week na zijn debuut blesseerde hij zich aan zijn rechterknie en moest opnieuw revalideren.
Medio december keerde hij terug, PSV had op dat moment een ruime voorsprong op de concurrentie. In de laatste weken van het jaar kwam hij tot vier optredens, waarin hij tweemaal scoorde en drie assists leverde. In de eerste wedstrijd na de winterstop kreeg Kluivert een basisplaats en na de partij gaf de trainer aan dat PSV mét Kluivert sterker was dan zonder hem. Meteen daarna werd hij echter vooral als pinch-hitter achter Arouna Koné gebruikt door Ronald Koeman. Toen hij wederom geblesseerd raakte, een rugblessure, werd het vertrouwen in de aanvaller opgezegd. Eenmaal terug scoorde hij nog wel tegen zijn oude club Ajax. Met een verschil in doelsaldo van slechts 1 goal kaapte PSV in extremis de titel weg voor de neus van Ajax.
Naast het winnen van de landstitel, reikte hij met PSV tot de kwartfinale van de Champions League, waar PSV werd uitgeschakeld door Liverpool. Kluiverts optreden in de Champions League bleef beperkt tot drie invalbeurten. Zijn drie goals en drie assists in de competitie bleken niet voldoende voor een langer verblijf. In mei 2007 werd bekend dat zijn contract niet zou worden verlengd.

### Lille OSC
Nadat Kluivert bij PSV vertrokken was gaf hij aan graag terug te keren naar de club waar het voor hem allemaal begon. Het verzoek werd echter niet gehonoreerd door Ajax. Trainer Henk ten Cate leek niet onwelwillend tegenover het aanbod te staan, maar technisch directeur Van Geel wees de oud-Ajacied enkele dagen later af. Wel mocht de spits zijn conditie op peil houden bij Jong Ajax, in afwachting van een club. Zijn 'terugkeer' bij Ajax was van korte duur, na slechts twee dagen werd hij benaderd door het Franse Lille OSC. In een eerder stadium had hij onder andere stages bij Sheffield Wednesday en Derby County afgewezen, alsmede lucratieve opties in het Midden-Oosten en de Verenigde Staten.
Op 31 augustus 2007 tekende Kluivert een eenjarig contract bij het Franse Lille OSC. Buiten de voetbalgerelateerde redenen speelde ook de ligging van de Noord-Franse stad een belangrijke rol: Kluivert wilde graag dicht bij zijn kinderen blijven wonen, die bij zijn ex-vrouw Angela in Amsterdam wonen. Mede doordat hij wederom geen seizoenvoorbereiding had meegemaakt en aanhoudende knieproblemen kende, had hij moeite volledig wedstrijdfit te worden en te blijven voor het eveneens stroef draaiende Lille. Ook koos trainer Claude Puel vaak voor een snelle spits als Mirallas of Frau in een 4-5-1 systeem, waarbij Kluivert naar de bank werd verwezen of op het middenveld opereerde. In de tweede helft van het seizoen was Kluivert grotendeels wedstrijdfit, desondanks deed de trainer in 2008 weinig beroep meer op hem. Uiteindelijk speelde Kluivert 13 duels in de Ligue 1, waarvan 8 in de basis. In de tijd die hem toebedeeld was bleek hij wel de meest efficiënte doelpuntenmaker van Lille; van de 7 kansen rondde hij er 4 doeltreffend af en had daarmee een gemiddelde van één goal per 148 speelminuten. Twee van zijn doelpunten maakte Kluivert uit een penalty.
Na het einde van seizoen kondigde Puel aan dat hun samenwerking niet zou worden voortgezet. De trainer was desondanks positief over zijn aanwezigheid, met name zijn rol als mentor en leraar in de groep. Kluivert gaf aanvankelijk aan door te willen gaan met professioneel voetbal. Tevens schreef hij zich in voor een verkorte trainerscursus bij de KNVB, en gaf daarbij aan deze af te breken indien hij een nieuwe club zou vinden. Op 16 september 2008 stelde hij voor het seizoen 2008/2009 niet meer op zoek te zijn naar een club, maar sloot een hervatting van zijn actieve voetballoopbaan in de zomer van 2009 niet uit.

## Clubstatistieken
| Seizoen     | Club             | Competitie       | Competitie | Competitie | Competitie | Beker | Beker | Beker | Internationaal | Internationaal | Internationaal | Totaal | Totaal | Totaal |
| Seizoen     | Club             | Competitie       | Wed.       | Dlp.       | Ass.       | Wed.  | Dlp.  | Ass.  | Wed.           | Dlp.           | Ass.           | Wed.   | Dlp.   | Ass.   |
| ----------- | ---------------- | ---------------- | ---------- | ---------- | ---------- | ----- | ----- | ----- | -------------- | -------------- | -------------- | ------ | ------ | ------ |
| 1994/95     | Ajax             | Eredivisie       | 25         | 18         | 2          | 2     | 2     | 1     | 10             | 2              | 2              | 37     | 22     | 5      |
| 1995/96     | Ajax             | Eredivisie       | 28         | 15         | 7          | 3     | 2     | 0     | 11             | 6              | 2              | 42     | 23     | 9      |
| 1996/97     | Ajax             | Eredivisie       | 17         | 6          | 2          | 1     | 0     | 0     | 4              | 2              | 0              | 22     | 8      | 2      |
| Club Totaal | Club Totaal      | Club Totaal      | 70         | 39         | 11         | 6     | 4     | 1     | 25             | 10             | 4              | 101    | 53     | 16     |
| 1997/98     | AC Milan         | Serie A          | 27         | 6          | 0          | 6     | 3     | 0     | —              | —              | —              | 33     | 9      | 0      |
| Club Totaal | Club Totaal      | Club Totaal      | 27         | 6          | 0          | 6     | 3     | 0     | 0              | 0              | 0              | 33     | 9      | 0      |
| 1998/99     | FC Barcelona     | Primera División | 35         | 15         | 14         | 3     | 1     | 0     | —              | —              | —              | 38     | 16     | 14     |
| 1999/00     | FC Barcelona     | Primera División | 26         | 15         | 5          | 4     | 3     | 0     | 14             | 7              | 4              | 44     | 25     | 9      |
| 2000/01     | FC Barcelona     | Primera División | 31         | 18         | 6          | 5     | 2     | 0     | 12             | 5              | 2              | 48     | 25     | 8      |
| 2001/02     | FC Barcelona     | Primera División | 33         | 18         | 11         | 0     | 0     | 0     | 17             | 7              | 5              | 50     | 25     | 16     |
| 2002/03     | FC Barcelona     | Primera División | 36         | 16         | 9          | 0     | 0     | 0     | 15             | 5              | 3              | 51     | 21     | 12     |
| 2003/04     | FC Barcelona     | Primera División | 21         | 8          | 1          | 2     | 0     | 0     | 3              | 2              | 0              | 26     | 10     | 1      |
| Club Totaal | Club Totaal      | Club Totaal      | 182        | 90         | 46         | 14    | 6     | 0     | 61             | 26             | 14             | 257    | 122    | 60     |
| 2004/05     | Newcastle United | Premier League   | 25         | 6          | 1          | 6     | 2     | 0     | 6              | 5              | 1              | 37     | 13     | 2      |
| Club Totaal | Club Totaal      | Club Totaal      | 25         | 6          | 1          | 6     | 2     | 0     | 6              | 5              | 1              | 37     | 13     | 2      |
| 2005/06     | Valencia CF      | Primera División | 10         | 1          | 1          | 1     | 0     | 0     | 5              | 1              | 1              | 16     | 2      | 2      |
| Club Totaal | Club Totaal      | Club Totaal      | 10         | 1          | 1          | 1     | 0     | 0     | 5              | 1              | 1              | 16     | 2      | 2      |
| 2006/07     | PSV              | Eredivisie       | 16         | 3          | 3          | 2     | 0     | 0     | 3              | 0              | 0              | 21     | 3      | 3      |
| Club Totaal | Club Totaal      | Club Totaal      | 16         | 3          | 3          | 2     | 0     | 0     | 3              | 0              | 0              | 21     | 3      | 3      |
| 2007/08     | Lille OSC        | Ligue 1          | 13         | 4          | 0          | 1     | 0     | 0     | —              | —              | —              | 14     | 4      | 0      |
| Club Totaal | Club Totaal      | Club Totaal      | 13         | 4          | 0          | 1     | 0     | 0     | 0              | 0              | 0              | 14     | 4      | 0      |
| TOTAAL      | TOTAAL           | TOTAAL           | 343        | 149        | 62         | 36    | 15    | 1     | 100            | 42             | 20             | 479    | 206    | 83     |

Bijgewerkt tot 21 mei 2008
- Alle officiële Europese wedstrijden zijn meegerekend, de Champions League (71 wedstrijden, 29 goals), UEFA Cup (17 wedstrijden, 10 goals), Intertoto (5 wedstrijden, 1 goal), CL-kwalificatie (4 wedstrijden, 1 goal) en Europese Super Cup (2 wedstrijden, 1 goal).
- De Wereldbekerfinale 1995 is opgenomen onder Europese wedstrijden, hoewel officieel geen UEFA-wedstrijd wordt deze wel door de UEFA erkend.
- De interlandseizoenen lopen van 1 september tot en met 31 augustus. Kluivert speelde al zijn interlands voor het Nederlands voetbalelftal, deze zijn als volgt verdeeld: EK-kwalificatie (16 wedstrijden, 7 goals), WK-kwalificatie (14 wedstrijden, 7 goals), EK eindronde (9 wedstrijden, 6 goals), WK eindronde (4 wedstrijden, 2 goals), vriendschappelijk (36 wedstrijden, 16 goals).
- Kluivert kwam in 1994/1995 in de Amstel Cup alleen uit voor Ajax 2. Deze wedstrijden horen daarom formeel niet bij zijn Ajax 1 statistieken, ze gelden echter wel als officiële KNVB bekerwedstrijden.
- Van het seizoen 2004/2005 zijn zowel de FA Cup (4 wedstrijden, 2 goals) als de League Cup (2 wedstrijden, 0 goals) als nationale bekerwedstrijden beschouwd.
- Van het seizoen 2007/2008 zijn zowel de Coupe de France (1 wedstrijd, 0 goals) als de Coupe de la Ligue (0 wedstrijden, 0 goals) als nationale bekerwedstrijden beschouwd.

Totaal: 559 wedstrijden, 246 goals

## Interlandcarrière

### Jong Oranje
De enige wedstrijd die Kluivert speelde voor Jong Oranje was een vriendschappelijke wedstrijd tegen Jong Frankrijk op 17 januari 1995. Op dat moment had hij zijn debuut voor het Nederlands elftal al gemaakt.
| Interlands van Patrick Kluivert voor Jong Oranje | Interlands van Patrick Kluivert voor Jong Oranje | Interlands van Patrick Kluivert voor Jong Oranje | Interlands van Patrick Kluivert voor Jong Oranje | Interlands van Patrick Kluivert voor Jong Oranje | Interlands van Patrick Kluivert voor Jong Oranje |                         |
| No.                                              | Datum                                            | Wedstrijd                                        | Uitslag                                          | Wedstrijdverband                                 | Goals                                            |                         |
| Als speler van AFC Ajax                          | Als speler van AFC Ajax                          | Als speler van AFC Ajax                          | Als speler van AFC Ajax                          | Als speler van AFC Ajax                          | Als speler van AFC Ajax                          | Als speler van AFC Ajax |
| ------------------------------------------------ | ------------------------------------------------ | ------------------------------------------------ | ------------------------------------------------ | ------------------------------------------------ | ------------------------------------------------ | ----------------------- |
| 1.                                               | 17 januari 1995                                  | Nederland – Frankrijk                            | 1 – 2                                            | Vriendschappelijk                                | 0                                                |                         |

### Nederlands elftal
Kluivert maakte als een van de jongste spelers ooit zijn debuut voor het Nederlands elftal, onder leiding van Dick Advocaat. Op 16 november 1994 speelde hij zijn eerste wedstrijd in het oranje tenue, tegen Tsjechië. Zijn eerste goal maakte hij in de interland daarna, inmiddels al onder Guus Hiddink. In de beslissingswedstrijd tegen Ierland, waarin bepaald zou worden of Nederland naar het EK ging, scoorde Kluivert beide treffers in een 2-0-overwinning. Op het eindtoernooi werd hij voornamelijk als invaller gebruikt, aangezien hij nog niet volledig was hersteld na een knieoperatie. Tegen Engeland was hij doorslaggevend. Bij een 0-4-achterstand betrad hij het veld en scoorde al snel de 1-4. Dankzij deze treffer ging Oranje op de valreep naar de knock-outfase. Hier werd Oranje na een penaltyreeks tegen Frankrijk, waarin Kluivert raak schoot, alsnog uitgeschakeld. Naast het teleurstellende voetbal was er veel media-aandacht voor een vermeende breuk tussen blanke en zwarte spelers. De laatstgenoemde groep wordt vaak de kabel genoemd. Het grote salarisverschil tussen verschillende groepen spelers bij Ajax en de spelersvoorkeuren van bondscoach Hiddink zouden aan de oorsprong van het conflict liggen. Kluivert zelf gaf later in zijn biografie aan dat het verhaal in zijn ogen enorm was opgeblazen.
Na zijn eerste eindtoernooi verruilde Kluivert de bank voor een vaste basisplaats. Veel zou hij echter niet spelen in aanloop naar het wereldkampioenschap. Inclusief de vriendschappelijke ontmoetingen speelde hij tussen beide toernooien tien wedstrijden, waarin hij zeven maal scoorde. Redenen hiervoor waren zijn persoonlijke crisis en zijn gebrek aan speeltijd bij zowel Ajax als Milan. Zo weigerde Hiddink Kluivert op te nemen in zijn selectie, voordat de verkrachtingszaak was afgesloten. Het Oranje-publiek bleef de spits uitfluiten, waardoor Kluivert op een gegeven moment zelfs overwoog zijn nog prille interlandcarrière te beëindigen. Uiteindelijk keerde de rust weer even terug en met een sterke toernooivoorbereiding leek hij de problemen van zich af te hebben gespeeld.
Op het WK in Frankrijk bleek dat de Milan-spits het zwarte hoofdstuk nog niet had afgesloten. In de openingswedstrijd liet Kluivert zich provoceren door de woorden van de Belg Lorenzo Staelens en reageerde met een por met zijn elleboog. Het leverde hem een rode kaart en een schorsing van twee wedstrijden op. Oranje raakte vervolgens zonder hem door de groepsfase. De actie deed de vaderlandse kritiek weer oplaaien; zijn imago lag opnieuw in duigen. In de achtste finale tegen Joegoslavië werd hij vervolgens de gehele wedstrijd op de bank gehouden. In de kwartfinale tegen Argentinië stelde Hiddink hem vervolgens weer op. De aanvaller scoorde daarin de openingstreffer. De goal werd echter overschaduwd door een nog vaak aangehaalde winnende treffer van Dennis Bergkamp in de slotminuten. Na de 2-1-overwinning trad men in de halve finale aan tegen regerend wereldkampioen Brazilië. Tegen de Brazilianen opende Ronaldo de score. Vlak voor het einde maakte Kluivert deze treffer met een harde kopbal ongedaan. In de verlenging was hij vervolgens dicht bij de winnende, maar zag zijn diagonale schot langs de paal scheren. Ook Van Hooijdonk beleefde een discutabel moment, nadat niet werd gefloten toen hij in de zestien werd neergelegd. Het kwam op penalty’s aan. Brazilië bleek hierin vaardiger. Kluivert zou de vijfde strafschopnemer zijn geweest, maar hoefde al niet meer aan te leggen. Een gedesillusioneerd Oranje legde het vervolgens af tegen Kroatië en eindigde als vierde van de wereld.
Aangezien het volgende toernooi in Nederland zou worden gespeeld, was Oranje automatisch gekwalificeerd. Herenigd met Rijkaard, ditmaal als coach, verstevigde Kluivert zijn positie als eerste spits met tien goals in de voorbereiding. In een opvallende oefenwedstrijd tegen medeorganisator België scoorde hij driemaal. Bij een van zijn goals legde hij de bal stil op enkele centimeters van de doellijn, wierp een sarcastische blik achterom naar Lorenzo Staelens en tikte de bal vervolgens in het lege doel. Een half jaar later scoorde hij nog twee treffers tegen de Belgen. Op het EK in eigen land werd Oranje groepswinnaar, Kluivert scoorde twee goals in deze fase. Hij opende de score tegen Denemarken en tekende de eerste gelijkmaker aan tegen de uiteindelijke winnaar Frankrijk. Oranje won alle drie de groepswedstrijden. Vervolgens werd Joegoslavië aan de kant gezet (6-1), Kluivert maakte een hattrick. In de halve finale was Italië de tegenstander. Oranje wist ondanks vele mogelijkheden en een man meer niet te scoren. Ook twee uitgelezen kansen vanaf 11 meter werden niet verzilverd. Nadat Frank de Boer de eerste keer faalde, hielp Kluivert de tweede penalty om zeep door op de paal te schieten. In de strafschoppenserie schoot hij wel raak, maar het was al te laat. Zijn ploeggenoten misten allemaal, en Italië ging naar de finale. De topscorerstitel (gedeeld met Savo Milošević nadat Kluivert toegaf dat een van zijn genoteerde goals eigenlijk een eigen doelpunt van Dejan Govedarica was) van het toernooi was hierdoor niet meer dan een troostprijs.
Na het afscheid van Dennis Bergkamp veranderde er veel. De nieuwe bondscoach Van Gaal probeerde talloze nieuwe aanvalslinies uit, waarbij Kluivert net als vroeger regelmatig op '10' speelde. Ook werd veel verwacht van de samenwerking met Ruud van Nistelrooij, met Kluivert als aangever en Van Nistelrooij als afmaker. In de praktijk kwam hier weinig van terecht. Ook andere combinaties waren nimmer zo succesvol als voorheen. De kwalificatie bleek een onoverkomelijke hindernis voor Oranje. Nederlagen tegen Ierland en Portugal bleken de nekslag. Ook de uitwedstrijd tegen de Portugezen, waarin Nederland een via Hasselbaink en Kluivert verkregen 0-2-voorsprong in de slotminuten verspeelde, vergrootte de achterstand. Kluivert zou uiteindelijk vijf kwalificatietreffers fabriceren, maar het bleek niet genoeg: Nederland kwalificeerde zich niet voor het WK in Zuid-Korea en Japan.

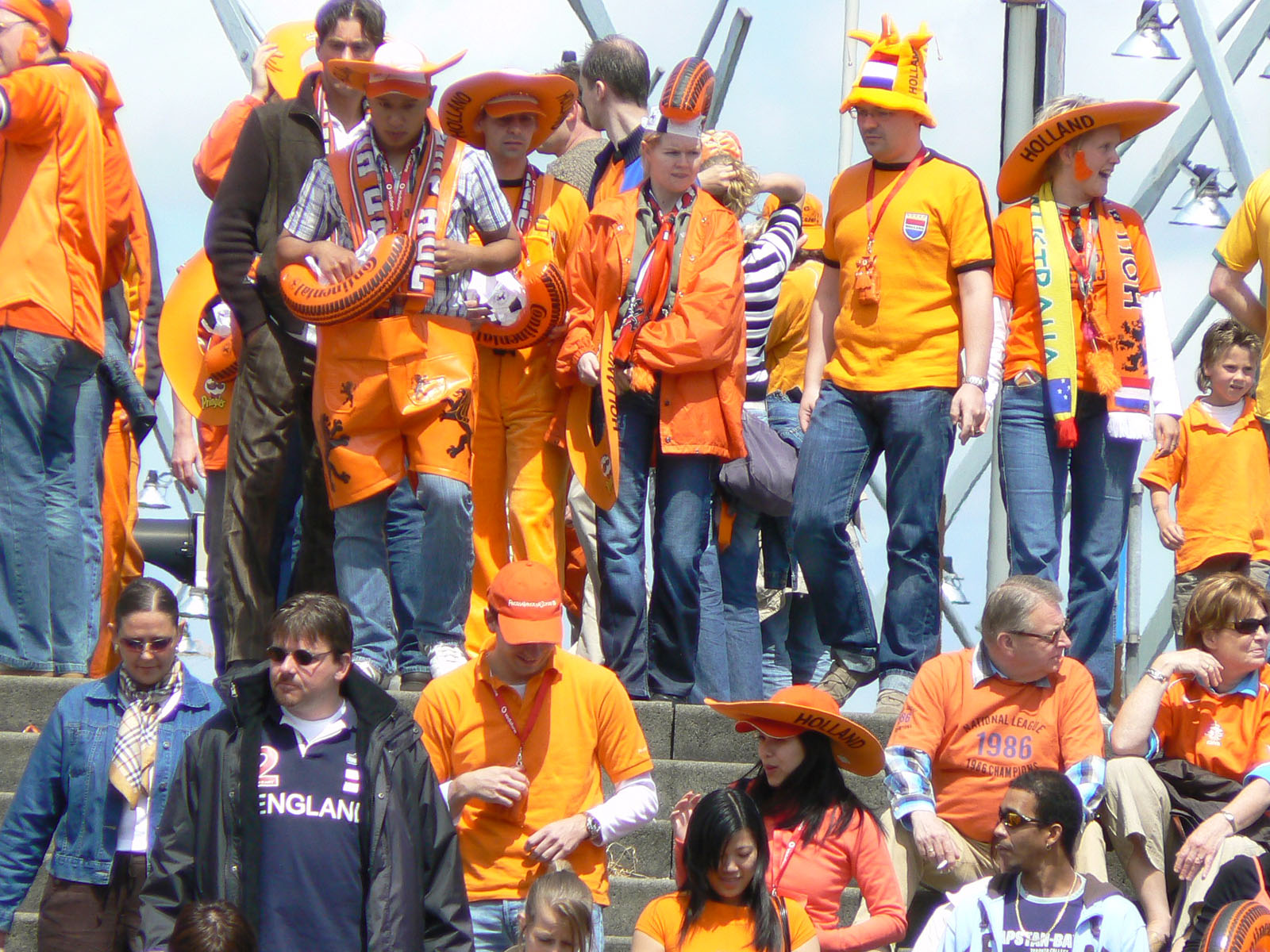
Nederlandse voetbalsupporters

Ook Dick Advocaat kon het afgegleden Oranje niet terugbrengen naar de top. Kluivert wist zijn draai niet echt te vinden onder de man die hem in 1994 liet debuteren. Wel nam hij met zijn treffers op weg naar het EK op 7 juni 2003 de topscorerstitel over van Dennis Bergkamp; met veertig doelpunten was hij tot 11 oktober 2013 topscorer aller tijden van Oranje. Het publiek was niet tevreden met de oude garde, velen vonden dat deze plaats moest maken voor een fris team. In de beslissingswedstrijd tegen Schotland kreeg het volk zijn zin: een nieuw team, zonder Kluivert, versloeg Schotland met 6-0. Onder een luid fluitconcert betrad hij in de 78e minuut alsnog het veld. Vanaf dat moment was zijn rol zo goed als uitgespeeld in Oranje. In de voorbereiding wist hij niet te scoren en werd vier oefenwedstrijden op rij vroegtijdig gewisseld. Van Nistelrooij was na zijn hattrick tegen Schotland in de pikorde gestegen en op het EK 2004 was hij eerste spits. Kluivert ging wel mee naar Portugal, maar kreeg als enige veldspeler geen minuut speeltijd van Advocaat. In de slotfase van de verloren halve finale tegen gastland Portugal was hij de enige spits die niet op het veld stond.
Met de aanstelling van Marco van Basten werd het er niet beter op voor Kluivert. Zijn eerste daad was het elimineren van een aantal grote namen, onder wie Kluivert. Vervolgens is hij, buiten een voorselectie in oktober 2004, nimmer in beeld geweest bij zijn jeugdidool. In een interview in 2006 gaf Kluivert aan dat Van Basten nooit contact met hem had opgenomen. Desondanks had de spits nog geen afscheid genomen van het Nederlands elftal en gaf enkele malen aan nog altijd graag voor Oranje te willen spelen. Eind 2007 sprak hij zijn ambities uit deel te nemen aan de Olympische Spelen in Peking als een van de drie dispensatiespelers. Bondscoach Foppe de Haan liet weten zijn kandidatuur in overweging te zullen nemen. De Haan koos uiteindelijk voor Roy Makaay en Gerald Sibon als dispensatiespelers in de voorhoede.
| Interlands van Patrick Kluivert voor Nederland | Interlands van Patrick Kluivert voor Nederland | Interlands van Patrick Kluivert voor Nederland | Interlands van Patrick Kluivert voor Nederland | Interlands van Patrick Kluivert voor Nederland | Interlands van Patrick Kluivert voor Nederland |                         |
| No.                                            | Datum                                          | Wedstrijd                                      | Uitslag                                        | Wedstrijdverband                               | Goals                                          |                         |
| Als speler van AFC Ajax                        | Als speler van AFC Ajax                        | Als speler van AFC Ajax                        | Als speler van AFC Ajax                        | Als speler van AFC Ajax                        | Als speler van AFC Ajax                        | Als speler van AFC Ajax |
| ---------------------------------------------- | ---------------------------------------------- | ---------------------------------------------- | ---------------------------------------------- | ---------------------------------------------- | ---------------------------------------------- | ----------------------- |
| 1.                                             | 16 november 1994                               | Nederland – Tsjechië                           | 0 – 0                                          | EK-kwalificatie                                | 0                                              |                         |
| 2.                                             | 29 maart 1995                                  | Nederland – Malta                              | 4 – 0                                          | EK-kwalificatie                                | 1                                              |                         |
| 3.                                             | 26 april 1995                                  | Tsjechië – Nederland                           | 3 – 1                                          | EK-kwalificatie                                | 0                                              |                         |
| 4.                                             | 7 juni 1995                                    | Wit-Rusland – Nederland                        | 1 – 0                                          | EK-kwalificatie                                | 0                                              |                         |
| 5.                                             | 11 oktober 1995                                | Malta – Nederland                              | 0 – 4                                          | EK-kwalificatie                                | 0                                              |                         |
| 6.                                             | 13 december 1995                               | Nederland – Ierland                            | 2 – 0                                          | EK-kwalificatie                                | 2                                              |                         |
| 7.                                             | 10 juni 1996                                   | Nederland – Schotland                          | 0 – 0                                          | EK 1996 groepsfase                             | 0                                              |                         |
| 8.                                             | 13 juni 1996                                   | Nederland – Zwitserland                        | 2 – 0                                          | EK 1996 groepsfase                             | 0                                              |                         |
| 9.                                             | 18 juni 1996                                   | Engeland – Nederland                           | 4 – 1                                          | EK-kwalificatie                                | 1                                              |                         |
| 10.                                            | 22 juni 1996                                   | Frankrijk – Nederland                          | 0 – 0 (5 – 4 wns)                              | Vriendschappelijk                              | 0                                              |                         |
| 11.                                            | 14 december 1996                               | België – Nederland                             | 0 – 3                                          | WK-kwalificatie                                | 0                                              |                         |
| 12.                                            | 26 februari 1997                               | Frankrijk – Nederland                          | 2 – 1                                          | Vriendschappelijk                              | 0                                              |                         |
| 13.                                            | 29 maart 1997                                  | Nederland – San Marino                         | 4 – 0                                          | WK-kwalificatie                                | 1                                              |                         |
| 14.                                            | 2 april 1997                                   | Turkije – Nederland                            | 1 – 0                                          | WK-kwalificatie                                | 0                                              |                         |
| Als speler van AC Milan                        |                                                |                                                |                                                |                                                |                                                |                         |
| 15.                                            | 6 september 1997                               | Nederland – België                             | 3 – 1                                          | WK-kwalificatie                                | 1                                              |                         |
| 16.                                            | 11 oktober 1997                                | Nederland – Turkije                            | 0 – 0                                          | WK-kwalificatie                                | 0                                              |                         |
| 17.                                            | 24 februari 1998                               | Mexico – Nederland                             | 2 – 3                                          | Vriendschappelijk                              | 2                                              |                         |
| 18.                                            | 27 mei 1998                                    | Nederland – Kameroen                           | 0 – 0                                          | Vriendschappelijk                              | 0                                              |                         |
| 19.                                            | 1 juni 1998                                    | Nederland – Paraguay                           | 5 – 1                                          | Vriendschappelijk                              | 1                                              |                         |
| 20.                                            | 5 juni 1998                                    | Nederland – Nigeria                            | 5 – 1                                          | Vriendschappelijk                              | 2                                              |                         |
| 21.                                            | 13 juni 1998                                   | België – Nederland                             | 0 – 0                                          | WK 1998 groepsfase                             | 0                                              |                         |
| 22.                                            | 4 juli 1998                                    | Argentinië – Nederland                         | 1 – 2                                          | WK 1998 kwartfinale                            | 1                                              |                         |
| 23.                                            | 7 juli 1998                                    | Brazilië – Nederland                           | 1 – 1 (4 – 2 wns)                              | WK 1998 halve finale                           | 1                                              |                         |
| 24.                                            | 11 juli 1998                                   | Nederland – Kroatië                            | 1 – 2                                          | WK 1998 troostfinale                           | 0                                              |                         |
| Als speler van FC Barcelona                    |                                                |                                                |                                                |                                                |                                                |                         |
| 25.                                            | 10 oktober 1998                                | Nederland – Peru                               | 2 – 0                                          | Vriendschappelijk                              | 0                                              |                         |
| 26.                                            | 10 oktober 1998                                | Nederland – Ghana                              | 0 – 0                                          | Vriendschappelijk                              | 0                                              |                         |
| 27.                                            | 18 november 1998                               | Duitsland – Nederland                          | 1 – 1                                          | Vriendschappelijk                              | 0                                              |                         |
| 28.                                            | 10 februari 1999                               | Nederland – Portugal                           | 0 – 0                                          | Vriendschappelijk                              | 0                                              |                         |
| 29.                                            | 31 maart 1999                                  | Nederland – Argentinië                         | 1 – 1                                          | Vriendschappelijk                              | 0                                              |                         |
| 30.                                            | 5 juni 1999                                    | Brazilië – Nederland                           | 2 – 2                                          | Vriendschappelijk                              | 1                                              |                         |
| 31.                                            | 8 juni 1999                                    | Brazilië – Nederland                           | 3 – 1                                          | Vriendschappelijk                              | 0                                              |                         |
| 32.                                            | 18 augustus 1999                               | Denemarken – Nederland                         | 0 – 0                                          | Vriendschappelijk                              | 0                                              |                         |
| 33.                                            | 4 september 1999                               | Nederland – België                             | 5 – 5                                          | Vriendschappelijk                              | 3                                              |                         |
| 34.                                            | 9 oktober 1999                                 | Nederland – Brazilië                           | 2 – 2                                          | Vriendschappelijk                              | 0                                              |                         |
| 35.                                            | 13 november 1999                               | Nederland – Tsjechië                           | 1 – 1                                          | Vriendschappelijk                              | 0                                              |                         |
| 36.                                            | 23 februari 2000                               | Nederland – Duitsland                          | 2 – 1                                          | Vriendschappelijk                              | 1                                              |                         |
| 37.                                            | 29 maart 2000                                  | België – Nederland                             | 2 – 2                                          | Vriendschappelijk                              | 2                                              |                         |
| 38.                                            | 26 april 2000                                  | Nederland – Schotland                          | 0 – 0                                          | Vriendschappelijk                              | 0                                              |                         |
| 39.                                            | 27 mei 2000                                    | Nederland – Roemenië                           | 2 – 1                                          | Vriendschappelijk                              | 1                                              |                         |
| 40.                                            | 4 juni 2000                                    | Nederland – Polen                              | 3 – 1                                          | Vriendschappelijk                              | 2                                              |                         |
| 41.                                            | 11 juni 2000                                   | Nederland – Tsjechië                           | 1 – 0                                          | EK 2000 groepsfase                             | 0                                              |                         |
| 42.                                            | 16 juni 2000                                   | Nederland – Denemarken                         | 3 – 0                                          | EK 2000 groepsfase                             | 1                                              |                         |
| 43.                                            | 21 juni 2000                                   | Nederland – Frankrijk                          | 3 – 2                                          | EK 2000 groepsfase                             | 1                                              |                         |
| 44.                                            | 25 juni 2000                                   | Nederland – Joegoslavië                        | 6 – 1                                          | EK 2000 kwartfinale                            | 3                                              |                         |
| 45.                                            | 29 juni 2000                                   | Nederland – Italië                             | 0 – 0 (3 – 1 wns)                              | EK 2000 halve finales                          | 0                                              |                         |
| 46.                                            | 2 september 2000                               | Nederland – Ierland                            | 2 – 2                                          | WK-kwalificatie                                | 0                                              |                         |
| 47.                                            | 7 oktober 2000                                 | Cyprus – Nederland                             | 0 – 4                                          | WK-kwalificatie                                | 1                                              |                         |
| 48.                                            | 11 oktober 2000                                | Nederland – Portugal                           | 0 – 2                                          | WK-kwalificatie                                | 0                                              |                         |
| 49.                                            | 15 november 2000                               | Spanje – Nederland                             | 1 – 2                                          | Vriendschappelijk                              | 0                                              |                         |
| 50.                                            | 28 februari 2000                               | Nederland – Turkije                            | 0 – 0                                          | Vriendschappelijk                              | 0                                              |                         |
| 51.                                            | 24 maart 2001                                  | Andorra – Nederland                            | 0 – 5                                          | WK-kwalificatie                                | 1                                              |                         |
| 52.                                            | 28 maart 2001                                  | Portugal – Nederland                           | 2 – 2                                          | WK-kwalificatie                                | 1                                              |                         |
| 53.                                            | 25 april 2001                                  | Nederland – Cyprus                             | 4 – 0                                          | WK-kwalificatie                                | 1                                              |                         |
| 54.                                            | 2 juni 2001                                    | Estland – Nederland                            | 2 – 4                                          | WK-kwalificatie                                | 1                                              |                         |
| 55.                                            | 15 augustus 2001                               | Engeland – Nederland                           | 0 – 2                                          | Vriendschappelijk                              | 0                                              |                         |
| 56.                                            | 1 september 2001                               | Ierland – Nederland                            | 1 – 0                                          | WK-kwalificatie                                | 0                                              |                         |
| 57.                                            | 5 september 2001                               | Nederland – Estland                            | 5 – 0                                          | WK-kwalificatie                                | 0                                              |                         |
| 58.                                            | 10 november 2001                               | Denemarken – Nederland                         | 1 – 1                                          | Vriendschappelijk                              | 0                                              |                         |
| 59.                                            | 13 februari 2002                               | Nederland – Engeland                           | 1 – 1                                          | Vriendschappelijk                              | 1                                              |                         |
| 60.                                            | 27 maart 2002                                  | Nederland – Spanje                             | 1 – 0                                          | Vriendschappelijk                              | 0                                              |                         |
| 61.                                            | 21 augustus 2002                               | Noorwegen – Nederland                          | 0 – 1                                          | Vriendschappelijk                              | 0                                              |                         |
| 62.                                            | 7 september 2002                               | Nederland – Wit-Rusland                        | 3 – 0                                          | EK-kwalificatie                                | 1                                              |                         |
| 63.                                            | 16 oktober 2002                                | Oostenrijk – Nederland                         | 0 – 3                                          | EK-kwalificatie                                | 0                                              |                         |
| 64.                                            | 20 november 2002                               | Duitsland – Nederland                          | 1 – 3                                          | Vriendschappelijk                              | 1                                              |                         |
| 65.                                            | 12 februari 2003                               | Nederland – Argentinië                         | 1 – 0                                          | Vriendschappelijk                              | 0                                              |                         |
| 66.                                            | 29 maart 2003                                  | Nederland – Tsjechië                           | 1 – 1                                          | EK-kwalificatie                                | 0                                              |                         |
| 67.                                            | 2 april 2003                                   | Moldavië – Nederland                           | 1 – 2                                          | EK-kwalificatie                                | 0                                              |                         |
| 68.                                            | 30 april 2003                                  | Nederland – Portugal                           | 1 – 1                                          | Vriendschappelijk                              | 1                                              |                         |
| 69.                                            | 7 juni 2003                                    | Wit-Rusland – Nederland                        | 0 – 2                                          | EK-kwalificatie                                | 1                                              |                         |
| 70.                                            | 20 augustus 2003                               | België – Nederland                             | 1 – 1                                          | Vriendschappelijk                              | 0                                              |                         |
| 71.                                            | 6 september 2003                               | Nederland – Oostenrijk                         | 3 – 1                                          | EK-kwalificatie                                | 1                                              |                         |
| 72.                                            | 10 september 2003                              | Tsjechië – Nederland                           | 3 – 1                                          | EK-kwalificatie                                | 0                                              |                         |
| 73.                                            | 11 oktober 2003                                | Nederland – Moldavië                           | 5 – 0                                          | EK-kwalificatie                                | 1                                              |                         |
| 74.                                            | 15 november 2003                               | Schotland – Nederland                          | 1 – 0                                          | EK-kwalificatie                                | 0                                              |                         |
| 75.                                            | 19 november 2003                               | Nederland – Schotland                          | 6 – 0                                          | EK-kwalificatie                                | 0                                              |                         |
| 76.                                            | 28 april 2004                                  | Nederland – Griekenland                        | 4 – 0                                          | Vriendschappelijk                              | 0                                              |                         |
| 77.                                            | 29 mei 2004                                    | België – Nederland                             | 0 – 1                                          | Vriendschappelijk                              | 0                                              |                         |
| 78.                                            | 1 juni 2004                                    | Nederland – Faeröer                            | 3 – 0                                          | Vriendschappelijk                              | 0                                              |                         |
| 79.                                            | 5 juni 2004                                    | Nederland – Ierland                            | 0 – 1                                          | Vriendschappelijk                              | 0                                              |                         |

## Loopbaan als trainer
Op basis van zijn prestaties als voetballer (vier eindtoernooien met het Nederlands Elftal en twee Europese finales) kwam Kluivert in aanmerking voor een versnelde cursus Coach Betaald Voetbal. Op 29 april 2008 werd bekend dat Kluivert zich had ingeschreven voor de trainerscursus. Hij gaf aan zijn aanmelding terug te zullen trekken indien hij zijn loopbaan als profvoetballer in het seizoen 2008/2009 voortzet. De cursus, waaraan onder andere oud-ploeggenoten Dennis Bergkamp, Phillip Cocu en Michael Reiziger deelnamen, begon in augustus 2008. Vanaf 1 juli 2008 liep Kluivert stage bij het AZ van Louis van Gaal, hier was hij zowel bij Jong AZ als bij het eerste elftal betrokken. Op 16 september 2008 gaf Kluivert aan zich alleen nog maar op de cursus te willen richten, en in het seizoen 2008/2009 niet te willen voetballen. Kluivert rondde zijn cursus in december 2009 succesvol af. Begin 2010 werkte hij twee weken als spitsentrainer en assistent bij Brisbane Roar FC in Australië. Na een jaar bij N.E.C. onder Jack de Gier te hebben gewerkt als assistent bij de beloften en als spitsentrainer ging hij in 2011 bij FC Twente aan de slag als trainer van het beloftenelftal. Met dit team werd hij in het seizoen 2012/2013 kampioen van Nederland. Hij besluit daarop FC Twente te verlaten, omdat - zoals hij zegt - het tijd is voor een nieuwe uitdaging.

### Assistent-bondscoach
Nadat Kluivert Twente had verlaten werd hij samen met Danny Blind assistent van Louis van Gaal bij het Nederlands elftal. Begin 2014 gaf Kluivert aan na het WK te stoppen als assistent-bondscoach, omdat hij op eigen benen wilde staan of een grote coach, zoals van Gaal, assisteren. Tijdens zijn periode als assistent bondscoach kwalificeerde Nederland zich voor het WK in Brazilië waar het uiteindelijk op een derde plaats eindigde.

### Curaçao
Begin maart 2015 werd Kluivert bondscoach van het nationale voetbalelftal van Curaçao met als doel Curaçao te kwalificeren voor het WK 2018. Onder leiding van Kluivert overleefde Curaçao zowel de eerste ronde (2-1 thuis tegen Montserrat, 2-2 uit) als de tweede ronde (0-0 thuis Cuba, 1-1 uit), maar verloor in de derde ronde tweemaal met 0-1 van El Salvador. Zodoende wist Curaçao zich niet voor het WK 2018 te plaatsen
Op 23 februari 2016 kwam het nieuws naar buiten dat Kluivert pas echt bondscoach zou worden van Curaçao. Eerder zou hij op de loonlijst hebben gestaan als technisch adviseur.
In maart 2016 begon Curaçao onder leiding van Kluivert met de kwalificatie voor de Caribbean Cup van 2017, een kwalificatietoernooi voor de CONCACAF Gold Cup van 2017. De kwalificatie voor de Caribbean Cup bestond uit drie groepsronden. De eerste groepsronde had Curaçao als nummer twee in de groep overleefd na een winst- (op de Dominicaanse Republiek en een verliespartij (tegen Barbados).

### Paris Saint-Germain
Kluivert tekende op 6 mei 2016 een tweejarig contract bij Ajax, waar hij vanaf de zomer trainer zou worden van de A1. Voor het zover kwam, werd hij in juli 2016 echter aangesteld als directeur voetbalzaken bij Paris Saint-Germain. Dat kwam met Ajax tot overeenstemming over de afwikkeling van zijn pas getekende contract daar, waardoor Kluivert per direct kon beginnen. In juni 2017 vertrok hij weer. Hij had een andere functie binnen Paris Saint-Germain aangeboden gekregen, maar die weigerde hij.

### Adana Demirspor
Op 30 juni 2023 maakte de Turkse club Adana Demirspor bekend dat Kluivert was aangesteld als hun nieuwe hoofdtrainer. Hij tekende een contract voor twee jaar. Op 4 december 2023 nam hij in onderling overleg afscheid van Adana Demirspor.

## Analist en commentator
Sinds zijn vertrek bij Paris Saint-Germain is Kluivert in Barcelona analist en commentator voor de sportzender BeIN Sports España.

### Carrière als trainer
| Periode                   | Club                     | Competitie         | Functie               |
| ------------------------- | ------------------------ | ------------------ | --------------------- |
| juni 2008 - juni 2009     | AZ Alkmaar               | Eredivisie         | Spitsentrainer        |
| juni 2009 - dec. 2009     | PSV Eindhoven            | Eredivisie         | Assistent beloften    |
| jan. 2010                 | Brisbane Roar FC         | A-League           | Spitsentrainer        |
| aug. 2010 - juni 2011     | N.E.C.                   | Eredivisie         | Spitsentrainer        |
| juni 2011 - juni 2013     | FC Twente                | Eredivisie         | Hoofdtrainer beloften |
| juni 2012 - juli 2014     | Nederlands voetbalelftal | Vlag van Nederland | Assistent-trainer     |
| mrt. 2015 - juni 2016     | Curaçaos voetbalelftal   | Vlag van Curaçao   | Adviseur/bondscoach   |
| aug. 2018 - juli 2019     | Kameroens voetbalelftal  | Vlag van Kameroen  | Assistent-trainer     |
| juli 2023 - december 2023 | Adana Demirspor          | Süper Lig          | Hoofdtrainer          |

## Erelijst
Als speler
 Ajax
- Wereldbeker voor clubteams: 1995
- UEFA Champions League: 1994/95
- UEFA Super Cup: 1995
- Eredivisie: 1994/95, 1995/96
- Nederlandse Supercup: 1994, 1995

 FC Barcelona
- Primera División: 1998/99

 PSV
- Eredivisie: 2006/07

Als trainer
 Jong FC Twente
- Beloften Eredivisie: 2011/12
- Supercup Beloften: 2012

Individueel als speler
- Nederlands Talent van het Jaar: 1995
- Europees voetballer van het jaar onder 21: 1995
- Topscorer Europees Kampioenschap: 2000
- Uitverkiezing EK selectie: 2000
- Topscorer aller tijden Oranje: 2003-2013
- Uitverkiezing FIFA 100: 2004
- Nummer 52 AFS top 100 aller tijden: 2007

## Privéleven
In een rooms-katholiek gezin met zijn broer en zus groeide hij relatief rustig op. Voetbal domineerde al van jongs af aan zijn leven, eerst op straat en bij Schellingwoude, sinds zijn zevende bij de Ajax jeugdopleiding. Verder volgde hij een mavo-opleiding, die hij op zijn vijftiende succesvol afrondde.
Op 9 september 1995 raakte Kluivert in Amsterdam betrokken bij een aanrijding, waarbij de Vlaardingse schouwburgdirecteur Marten Putman omkwam en diens vrouw zwaargewond raakte. De rechter concludeerde dat de snelheid minimaal 89,2 km/uur bedroeg, wat afweek van de verklaring van Kluivert zelf, die aangaf tussen de 70 en 75 km/uur te hebben gereden. De maximaal toegestane snelheid ter plekke was 50 km/uur. Het ongeluk gebeurde toen het slachtoffer net aan het keren was. Kluivert werd veroordeeld tot een taakstraf van 240 uur wegens dood door schuld.
Kluivert is twee keer getrouwd en heeft uit zijn eerste huwelijk drie zonen (Quincy, Justin en Ruben Kluivert) en uit zijn huidige huwelijk één zoon (Shane Kluivert) en twee stiefkinderen.
In een interview gepubliceerd in mei 2010 maakte Kluivert bekend definitief te stoppen met voetballen, nadat hij de facto al twee jaar inactief was.

## Speelstijl
Kluivert wordt vaak omschreven als een typische ‘Ajax-spits’, een creatieve, technisch vaardige centrumspits die zowel kan scoren als meevoetballen. Vaak fungeert Kluivert als aanspeelpunt voorin, waarbij hij met de rug naar het doel van de tegenstander speelt. Met zijn fysieke kracht en techniek weet hij vaak de bal vast te houden tussen meerdere verdedigers, totdat een medespeler aansluit. Hierbij weet hij zich ook regelmatig van zijn directe tegenstanders te ontdoen, door deze uit te kappen of middels een passeerbeweging. Lange solo’s maakt de aanvaller zelden. Naast het vasthouden van de bal, staat Kluivert ook bekend door zijn zuivere kaatsen, waarmee hij de bal veelal in de ploeg houdt. Wanneer hij door de lucht wordt aangespeeld, behoudt hij vaak de bal, met zijn lengte, sprongkracht en koppende kwaliteiten wint hij een groot deel van zijn kopduels. Door middel van doorkoppen en steekpasses weet hij vanuit teruggetrokken positie ook geregeld scoringskansen te creëren voor medespelers. De spits schiet zelden vanuit een kansarme positie op doel, vrijwel altijd zoekt hij een medespeler die er beter voor staat of gaat de combinatie aan. Door deze speelstijl is hij bij meer doelpunten betrokken dan dat hij er zelf maakt. Meer dan 20 doelpunten in een seizoen heeft Kluivert nooit gemaakt. Zelfs zijn aantal directe assists waren meerdere malen hoger dan of gelijk aan zijn aantal treffers per seizoen.
Als doelpuntenmaker staat Kluivert bekend als veelzijdig, waarbij de rust, scherpte en precisie in scoringspositie geregeld ontbreekt. Als tweebenige spits scoort hij ongeveer evenveel met zijn linkervoet als met zijn rechtervoet. Kluivert scoort relatief vaak met een volley, ook zijn hakballen zijn een bekend handelsmerk. Verder maakt de Nederlander vaak doelpunten met het hoofd, veelal uit een luchtduel. Ondanks deze veelzijdigheid lijkt de spits niet over een echt doelpunteninstinct te beschikken: Kluivert wist qua doelpuntenproductie de beste goalgetters dan ook nooit te evenaren. Kluivert neemt, in tegenstelling tot veel van deze spitsen, echter zelden strafschoppen.
Vanwege de vele blessures die de spits in zijn carrière opliep, heeft hij op lichamelijk gebied veel moeten inboeten, waardoor zijn speelstijl anno 2008 minder dynamisch en op fysiek is gebaseerd dan voorheen. Met name zijn startsnelheid en explosiviteit zijn verminderd, waar hij vroeger met name op de langere afstanden tot de snellere spelers behoorde.

## Bijnamen
Opvallend genoeg heeft Patrick Kluivert nooit een bijnaam gekregen die algemeen werd geaccepteerd en gebruikt, koosnaampjes als Patje, Kluif en Paddy (K) worden nog het meest gebruikt. Evenals vele andere donkere sporters, zoals onder andere Eusébio, Remy Bonjasky, Samuel Eto’o en Ergilio Hato werd hij regelmatig Pantera Negra of Black Panther genoemd (de Zwarte Panter), ook varianten als Pantera Surinamesa (de Surinaamse Panter) en Pantera Generosa (de genereuze of onegoïstische panter, refererend aan zijn vele assists en tevens een woordspeling op Pantera Rosa, in Nederland bekend als Pink Panther) of simpelweg Pantera kwamen af en toe voorbij. De aan AC Milan verbonden Italiaanse journalist en commentator Carlo Pellegatti gaf hem de bijnaam ‘Il Cormorano dalle ali di cachemire’, vrij vertaald ‘de vogel met vleugels van kasjmir’. Hiermee doelde hij op zijn kracht in de lucht en fijne balcontrole. Verder kreeg hij later in zijn loopbaan de bijnaam Don Quichot, onder andere vanwege zijn constante strijd tegen zijn media-imago en blessures. Geen van deze bijnamen werd echter overgenomen door het grote publiek.

## Kluivert in de media
Patrick Kluivert is gedurende zijn gehele carrière een veelbesproken onderwerp in de media geweest. In zijn beginjaren werd hij veelal positief geportretteerd, zeker na zijn winnende treffer in de Champions League. Na in 1995 en 1997 bij twee schandalen betrokken te zijn, sloeg de stemming omtrent de spits echter radicaal om. Een aanzienlijk deel van de mediawerken over Kluivert heeft een negatieve lading.
Johan Derksen, een invloedrijke voetbaljournalist en eindverantwoordelijke van het televisieprogramma Voetbal Inside, liet zich regelmatig kritisch uit over Oranje's voormalige topscorer. Naast zijn voetbalgeoriënteerde kritiek sprak en schreef hij ook regelmatig minachtend over het ‘filmsterrengedrag’ waaraan Kluivert zich schuldig zou hebben gemaakt. Ook was Derksen met name rond 2004 negatief over de ‘volgevreten vedetten’ in het Nederlands Elftal, een term waarmee hij onder andere op Kluivert doelde.
Hugo Borst, vaste voetbalanalist bij Studio Voetbal en columnist voor het Algemeen Dagblad, liet zich eveneens vaak negatief uit over de spits, met name op persoonlijk vlak. Tevens stuurde hij enkele onwaarheden omtrent Kluivert de wereld in. Zo gaf hij aan dat Kluivert op de dag van de begrafenis van de heer Putman bekeurd werd voor het rijden door rood licht, iets wat pas jaren later werd gecorrigeerd in zijn biografie. Ook claimde hij dat Kluivert tijdens het EK in Portugal een verkeersboete had ontvangen, iets dat door aanvoerder Frank de Boer gerectificeerd werd. Na Kluiverts optreden in Holland Sport gaf hij aan dat zijn woede jegens Kluivert had plaatsgemaakt voor medelijden.
Voormalig hoofdredacteur Frans Lomans van Sportweek plaatste in zijn artikelen vaak harde en persoonlijke aanvallen aan het adres van Kluivert. In zijn afscheidsartikel gaf hij zelfs openlijk toe een hetze tegen de spits te hebben gevoerd.
In 2006 was Kluivert te gast in een uitzending van Holland Sport. Hij werd geïnterviewd door Wilfried de Jong. De Jong is een persoonlijke vriend van de familie Putman en had zich in het verleden al eens negatief over Kluivert uitgelaten. De spits vertelde in het interview dat hij, in de nasleep van het ongeluk, meerdere malen met Putmans familie contact had gezocht. De Jong bracht daarna naar voren via Putmans familie te weten dat het contact beperkt was gebleven tot één sms-bericht. Kluivert erkende dit en gaf aan het moeilijk te vinden contact te zoeken.

## Commerciële activiteiten
Gedurende zijn loopbaan werd Patrick Kluivert gesponsord door verscheidene sportmerken. In het begin van zijn voetbalcarrière werd hij gesponsord door het Amerikaanse sportmerk Nike. Meest bekend is zijn rol in de commercial “Good vs. Evil”, hier figureerde hij in een fictief elftal met namen als Cantona en Ronaldo. Kluivert bleef bij Nike tot 1997, waarna hij overstapte naar het Duitse Adidas. Zijn zaakwaarnemers Sigi Lens en Peter Gerards, werden door spelersvakbond VVCS ontslagen wegens hun invloedrijke rol in de overstap. Ze zouden zichzelf verrijkt hebben met de nieuwe sponsordeal van hun cliënt. Later zou Kluivert ook breken met Lens en uiteindelijk Paul Foortse als zaakwaarnemer aanstellen. Achteraf zou Nike aangeven dat Kluiverts campagne wellicht even groot had kunnen worden als de R9 campagne van Ronaldo.
Bij Adidas groeide Kluivert uit tot een van de gezichten van het merk. Samen met collega’s als Zinédine Zidane, David Beckham en Alessandro Del Piero was hij te zien in verscheidene reclamespotjes. In 2002 liep zijn contract af. Hoewel beide partijen onderhandelden over een nieuwe verbintenis, kwam het niet tot een verlenging, mede door het mislopen van het WK in Azië. Vervolgens tekende Kluivert bij het Japanse sportmerk Mizuno, hier had hij echter een minder prominente rol.
Naast zijn sponsoring was Kluivert tussen 2003 en 2008 mede-eigenaar van loungeclub Carpe Diem in Barcelona. Hiernaast investeerde hij in andere diverse projecten. Zijn eerdere zaakwaarnemer Kim Loudrup wist hem hiermee ooit zes ton afhandig te maken.
Met een vermogen van 36 miljoen euro verscheen Kluivert in 2003 als hekkensluiter in de Quote 500. Hiermee was hij op dat moment de op drie na rijkste (oud-)voetballer van Nederland, achter Bergkamp, Overmars en Gullit. Een groot deel van dit kapitaal raakte hij bij zijn scheiding in 2004 kwijt aan zijn ex-vrouw, met wie hij in gemeenschap van goederen getrouwd was. Door sterk verminderde salarissen en mindere sponsorcontracten kwam hij vervolgens ook niet meer terug op een soortgelijk vermogen. Anno 2008 had hij een geschat vermogen van 25 miljoen euro.

### Boek
In mei 2006 verscheen zijn biografie Kluivert, op schrift gesteld door De Telegraafjournalist Mike Verweij. In dit boek vertelt Kluivert over zijn snelle opkomst bij Ajax, het fatale auto-ongeluk in 1995, zijn gloriejaren bij Barcelona en zijn privé-leven. Daarnaast staan alle goals van Kluivert vermeld. Het boek heeft een prijs van €19,95, wat tevens een verwijzing is naar de CL finale van het jaar 1995. De opbrengst van het boek ging naar de slachtoffers van de overstromingen die Suriname op dat moment teisterden.

## Racisme
Evenals vele andere donkere voetballers, werd Kluivert regelmatig geconfronteerd met racisme. Met name gedurende zijn jaren in Spanje was hij vanwege zijn huidskleur doelwit van fluitconcerten en apengeluiden. In 2002/2003, tijdens de uitwedstrijd tegen Real Mallorca, reageerde hij hierop met twee Black Power gebaren naar het publiek, zoals eerder Tommie Smith en John Carlos dit deden op de Olympische Spelen van 1968.
Verder was Kluivert betrokken bij enkele antiracisme activiteiten. Zo was hij onderdeel van de Britse campagne “Show racism the red card”. Op de Europese MTV-awards 2002 in Barcelona reikte hij de Free Your Mind Award uit aan FARE (Footballers Against Racism in Europe).
Ook droeg hij gedurende zijn Newcastle-seizoen een “Stand Up, Speak Up” polsband die hij ontving uit handen van Thierry Henry, hoewel Kluivert zelf geen onderdeel was van de Nike-campagne.

## Trivia
- Kluivert scoorde zowel zijn eerste als zijn laatste goal tijdens zijn Ajax-periode tegen aartsrivaal Feyenoord.
- Bij Barcelona kende hij een soortgelijk verhaal. In Catalaanse dienst produceerde hij zijn eerste en zijn laatste goal in El Clásico, de wedstrijd tegen Real Madrid.
- De Zweedse technische hogeschool KTH heeft eens een 3D-model gemaakt van zijn kopgoal tegen Brazilië op het Wereldkampioenschap van 1998. Ze wilden onderzoeken hoe hij in de lucht zoveel kracht aan de bal kon meegeven.
- Kluivert behoort tot de drie meest productieve schutters op een Europees kampioenschap. Hij scoorde zes maal op een Europese eindronde, en moet daarmee alleen voormalig ploeggenoot bij Newcastle United Alan Shearer (7 goals) en Michel Platini (9 goals) voor laten gaan.
- Kluivert zou de eerste speler zijn geweest die viermaal scoorde in één EK-wedstrijd. Na de wedstrijd tegen Joegoslavië op het Europees kampioenschap van 2000 in Nederland en België stonden vier treffers op zijn naam genoteerd. Achteraf gaf hij echter toe dat een van zijn goals door tegenstander Dejan Govedarica was gemaakt, waardoor het bij een hattrick bleef.
- Kluivert scoorde de goal met de op een na hoogste balsnelheid op een Europees kampioenschap ooit. Op het EK 2000 scoorde hij tegen Frankrijk met een schot van 91 km/uur. Alleen de Portugees Luís Figo behaalde eens een hogere snelheid: 93 km/uur.
- Enkele actiescènes van Kluivert in het shirt van Newcastle United zijn te zien in de film Goal!
- Kluivert spreekt vloeiend Nederlands, Engels, Spaans en Catalaans. Daarnaast beheerst hij de basis van het Italiaans, Frans en Sranan.
- Hij is de jongste doelpuntenmaker ooit in een Champions League-finale, met een leeftijd van 18 jaar en 328 dagen.
- In maart 2004 werd Kluivert door Pelé opgenomen in de FIFA 100-lijst.
- In de zomer van 2007 nam Kluivert samen met Denny Landzaat deel aan een wereldkampioenschap voetvolley in Dubai. Het duo bereikte de derde plaats.
- Vanwege de afkomst van zijn vader en moeder had Patrick Kluivert de theoretische mogelijkheid uit te komen voor het Surinaams voetbalelftal en de Nederlandse Antillen. Een oude regeling[78] zorgde er echter voor dat hij niet voor Suriname had kunnen spelen, terwijl de Nederlandse Antillen tot 2003 louter lokale spelers selecteerden. Zijn vader Kenneth Kluivert kwam wel voor Suriname uit.